# Histoire militaire de la république démocratique du Congo

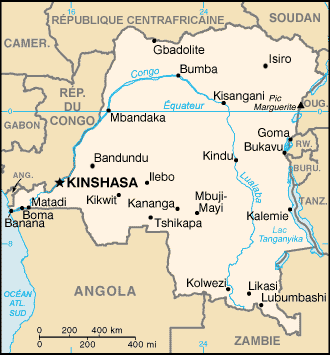
Carte du Congo-Kinshasa

L’histoire militaire de la république démocratique du Congo couvre environ un siècle et demi d'histoire à travers l’Afrique centrale mais aussi en Afrique orientale. Le présent article est donc la synthèse des historiques des nombreux conflits qui ont ensanglanté le pays et la région.
L'espace géographique qui constitue l’actuelle république démocratique du Congo (successivement appelée État indépendant du Congo, Congo belge, Congo-Kinshasa, et Zaïre) a très tôt été le théâtre de violents affrontements. En effet, dès l’unification et l’annexion du territoire par Léopold II de Belgique lors du partage de l’Afrique en 1885, ce dernier dut imposer par la force son autorité aux peuples dont il se déclarait souverain ; il affronta notamment à plusieurs reprises, entre 1892 et 1894, les états indigènes du Maniema, qui lui contestaient sa suprématie.
Étant passé sous domination belge à proprement parler, les troupes congolaises furent aussi impliquées sur les théâtres africains des deux guerres mondiales, avant d'être, après l'indépendance en 1960, confrontées à une guerre civile d'une rare violence, qui aboutit à la prise de pouvoir par Mobutu. Ce dernier fit entrer le pays dans le camp occidental durant la guerre froide, et engagea, au cours des années 1970, ses forces armées dans la lutte contre le communisme en Afrique centrale et australe, en particulier en Angola. Soutenu envers et contre tout par ses partenaires traditionnels, le pays connut une paix toute relative durant la décennie suivante.
Mais au milieu des années 1990, la crise humanitaire, et les mouvements de populations vers le Zaïre, engendrés par le Génocide des Tutsi au Rwanda, achevèrent de profondément déstabiliser l'est du pays, et en 1996, durant la première guerre du Congo, l'armée de Mobutu ne put résister bien longtemps à l'alliance des forces démocratiques pour la libération du Congo, le mouvement rebelle de Laurent-Désiré Kabila, ouvertement soutenu et équipé par le Rwanda et l'Ouganda. Finalement, peu de temps après son arrivée au pouvoir, le nouveau maître de Kinshasa se retourna contre ses anciens parrains, qui envahirent alors le pays et l'occupèrent sous couvert de mouvements locaux, déclenchant la deuxième guerre du Congo qui prit fin en 2003, à la suite de la signature des accords de paix à Sun City. Mais les conflits ne se sont pas arrêté totalement pour autant, dans l'est de la RDC, la guerre du Kivu embrase la région par intermittence depuis 2004. Ce conflit voit s'opposer différents groupes armés entre eux et avec les forces armées de la république démocratique du Congo (FARDC). On peut citer, la rébellion du congrès national pour la défense du peuple de 2006 à 2009, qui se résout par un accord de paix signé le 23 mars 2009, celle du mouvement du 23 mars (M23) qui se mutine en 2012, considérant que le gouvernement congolais ne respectait pas les modalités de l'accord de paix signé en 2009.
En 2024, la RDC est toujours soumis à une déstabilisation de l'est de son territoire par des groupes armés, où les combats entrainent des déplacements massifs de populations. Le M23, défait fin 2013 par les FARDC et ses alliés, a repris les armes en 2021, et contrôlerai environ la moitié de la province du Nord-Kivu,. D'autres rébellions sont elles aussi toujours actives dans ces régions, tel les forces démocratiques alliées (ADF), affiliées à l’organisation de l’État islamique depuis 2017, les forces démocratiques de libération du Rwanda (FDLR), ou la coopérative pour le développement du Congo (CODECO), au total se sont plus de 120 groupes armés qui sont actif dans l'est de la république démocratique du Congo en 2023, principalement dans le Nord-Kivu, et l'Ituri.

## Force publique: 1885-1960
Les premières troupes organisées du Congo, connues sous le nom de la Force publique (FP), furent créées en 1885 par Camille Coquilhat lorsque le roi Léopold II de Belgique qui venait de prendre possession du pays sous le nom d’État indépendant du Congo (EIC), commanda à son ministre des Affaires Intérieures de créer une force militaire et de police sur ce nouveau territoire.
La Force publique était encadrée par un corps d’officiers blancs, la plupart belges, mais aussi d’officiers européens (suédois, danois, polonais…) en quête d’argent facile, d’exotisme et d’aventure. Le corps des sous-officiers, exclusivement africains, était formé par des individus issus des tribus les plus belliqueuses du Haut-Congo, ou des soldats les plus féroces du contingent de la FP. Enfin, le gros des troupes, portant uniforme bleu et fez rouge, était constitué soit d’esclaves achetés aux trafiquants swahilis en échange d’un engagement de quatre ans dans la Force publique, soit d’enfants kidnappées lors de raids, ou bien encore d’hommes dont la famille est prise en otage et relâchée après incorporation.
Aussi, très logiquement, si la Force publique constitua très tôt une force armée redoutée pour son extrême violence (voir : chicotte), elle fut vite confrontée à de nombreux problèmes de discipline au cours de son histoire. Ainsi, d’une part, les mutineries de soldats noirs furent fréquentes (voir notamment la révolte des Batetela), d’autre part, l’administration congolaise dut composer avec certains officiers blancs outrepassant leurs pouvoirs (voir : Léon Rom) et accaparant à leur profit les territoires dont ils étaient responsables.

### Les campagnes contre les Arabo-Swahilis
La première mission de la Force publique fut d’assurer la mainmise sur le territoire de l’EIC, notamment à l’Est (Maniema et Kivu) où prospéraient les États swahilis dirigés par de riches commerçants bantous, originaires de Zanzibar. Esclavagistes, trafiquants d'ivoire, et de confession musulmane (d’où l’utilisation abusive du terme « arabes »), les marchands swahilis furent vite caricaturés dans la presse occidentale, ce qui permit à Léopold II de vendre à l'opinion internationale sa guerre personnelle comme une croisade anti-esclavagiste. Le conflit ne tarda pas à éclater et la Force publique entreprit entre mai 1892 et janvier 1894 une série de campagnes militaires sous le commandement de Francis Dhanis. Au plus fort de l'engagement, à la fin de l’année 1892, environ 100 000 Arabo-Swahilis répartis en plusieurs armées seront opposés et vaincus par 120 Européens à la tête de 3 500 soldats réguliers.
Objet de pression de la part de l’opinion internationale concernant les conditions des autochtones au Congo, Léopold II est contraint de transférer en 1908 la souveraineté sur le Congo à l’État belge ; le territoire prend alors le nom de Congo belge.
Concernant la Force publique, de nombreux efforts furent entrepris afin de remédier aux excès du temps de l’État indépendant du Congo, et de faire de la Force publique une force coloniale plus classique et davantage disciplinée. Ainsi, des officiers belges remplacèrent les officiers étrangers mis en place sous l’EIC. Pour conserver leur commandement, des officiers étrangers demandèrent et obtinrent la naturalisation belge. Ce fut le cas du Danois Olsen qui, de 1914 à 1918, participa aux campagnes victorieuses de l'Est africain allemand et devint plus tard gouverneur. L’organisation interne de la Force publique se rationalisa autour de l’unité standard de la compagnie, commandée par un capitaine et comptant 150 soldats indigènes (askaris) pour 4 officiers belges. L’enrôlement pour une durée de sept ans était fondé sur un système de quota de recrues fixé par district. La plupart des soldats étaient armés d’un unique fusil Albini 11 mm et continuèrent de porter l’uniforme bleu et le fez rouge datant de l’EIC, remplacés entre 1915 et 1917 par un uniforme kaki.
En 1914, la Force publique comprenait environ 17 000 hommes, la plupart servant en garnison et jouant essentiellement un rôle de police sur un territoire donné.

### Les Première et Seconde Guerres mondiales

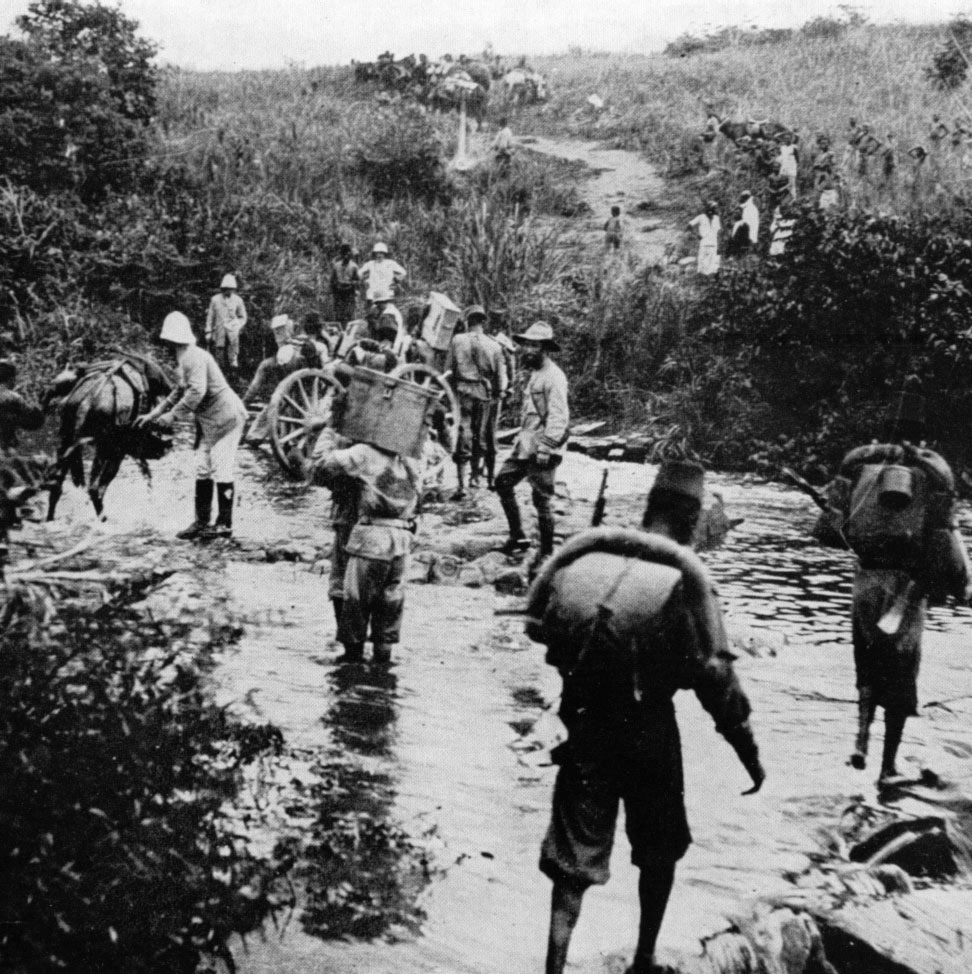
Éléments de la Force publique en mouvement durant la campagne de 1916-1917 dans l'Est africain

Dès le début de la Première Guerre mondiale, ]a Belgique, malgré sa neutralité, étant envahie par l'Allemagne et occupée presque en totalité, il ne restait qu'un lambeau de territoire libre défendu par l'armée pendant quatre ans. Cela fut lourd de sens pour le Congo belge. En effet, le gouvernement de la Belgique, en exil en France, n’étant alors plus apte à exercer sa souveraineté sur la métropole, chargea la Force publique d’appuyer les troupes coloniales françaises et surtout britanniques face à l’Empire colonial allemand.
La Force publique s’illustra ainsi avec succès au Cameroun (voir : Kamerun), au Rwanda, au Burundi et en Tanzanie (voir : Afrique orientale allemande) lors de la victorieuse campagne en Afrique de l'Est qui se termina par la victoire belge de Tabora.
Subissant les bombardements allemands sur les villes riveraines du lac Tanganyika et notamment le port d’Albertville (actuelle Kalemie), la Force publique, commandée par le général Charles Tombeur et colonels Philippe Molitor et Frederik Olsen, répliqua le 18 avril 1916 et s’empara de Kigali le 6 mai 1916. Un mois plus tard, la ville d’Usumbura au Burundi, tombait face à la supériorité numérique belge. Le 17 juin, l’ensemble du Rwanda et du Burundi était occupé. Au Tanganyika, la brigade Molitor s’empara de Mwanza, avant de marcher sur Tabora, qui après plusieurs jours de combat acharné, finit par tomber le 19 septembre 1916. Les forces belgo-congolaises et britanniques occupèrent alors l’ensemble de l’Afrique orientale allemande malgré la vive résistance du général allemand Von Lettow-Vorbeck qui durera jusqu’à l’armistice de novembre 1918.
Après que la conférence de Versailles de 1919 confirma la dissolution de l’Empire colonial allemand, la Belgique obtint, en 1923, un mandat de la Société des Nations (SDN) sur le Ruanda-Urundi. Deux ans plus tard, ces territoires sont rattachés au Congo belge tout en ayant droit à un gouverneur belge distinct du gouverneur du Congo belge.
En 1936, la Belgique opta pour une politique de neutralité, ce qui n’empêcha ni l’invasion par l’Allemagne nazie le 10 mai 1940, ni la capitulation et l’arrestation du roi Léopold III de Belgique le 28 mai.
Mais, refusant la suzeraineté du IIIe Reich, la colonie se rangea spontanément aux côtés du Royaume-Uni durant la Seconde Guerre mondiale, et envoya en 1941 trois brigades d’infanterie combattre en Abyssinie italienne où elles finirent leur campagne par les victoires de Bortaï et ..... (voir : Campagne d'Afrique de l'Est), et dépêcha un corps expéditionnaire en Égypte et au Moyen-Orient.

### La période de l’indépendance
Au sortir de la guerre et jusqu’en 1960, la Belgique acheva de faire de la Force publique un corps de police discipliné et exigeant, imprégné d’une culture de ségrégation activement entretenue par le pouvoir belge. En effet, jusqu’en septembre 1959, soit moins d’un an avant l’indépendance du Congo belge, les militaires indigènes ne pouvaient être promus au-delà des grades de sous-officiers. Aussi, le gouvernement belge n’ayant pas pris à temps les mesures visant à constituer un corps d’officiers indigènes compétents, à l’indépendance, aucun officier de la Force publique, même subalterne, n’était indigène, et seuls 20 cadets africains suivaient un écolage d’officiers.
Le 5 juillet 1960, quelques jours seulement après l'octroi par la Belgique de l'indépendance, les garnisons de la Force publique des environs de Léopoldville se mutinèrent contre leurs officiers blancs et attaquèrent de nombreuses cibles européennes. L’insurrection fut à l’origine d’une panique parmi la population civile d’origine européenne (essentiellement belge), qui retourna massivement en Europe, et le nouveau gouvernement perdit sa crédibilité en se montrant incapable de contenir les mutins et empêcher les exactions (meurtres, viols et pillage), prémisses de la crise congolaise à venir. Institution coloniale par excellence et honnie de la population congolaise, la Force publique fut rebaptisée Armée nationale du Congo (ANC), et son commandement fut africanisé.

## Armée nationale congolaise: 1960-1971
Durant les cinq années qui suivirent, la sécession des provinces minières du Katanga et du Sud-Kasaï, l’assassinat du leader de l’indépendance Patrice Lumumba, et la rébellion qui en résulta (voir: Pierre Mulele), plongèrent le pays dans une crise sans précédent.
Soutenues par les Nations unies dans la crise katangaise (voir : Opération des Nations Unies au Congo), et assistées par les États-Unis et Israël dans la reconquête du territoire rebelle, les troupes de Mobutu, ancien sergent-major de la Force publique devenu en quelque temps chef d’état-major de l’ANC, parvinrent à pacifier quelque peu le pays. Mobutu s’imposa alors comme une personnalité incontournable au Congo. Après avoir réorganisé l’appareil militaire à son avantage, il mit à profit sa position, et fort du soutien de la Belgique et de la CIA, il mena le 24 novembre 1965 un coup d’État contre Joseph Kasa-Vubu, premier président du Congo nouvellement indépendant.
Champion du bloc occidental contre l’avancée du communisme en Afrique subsaharienne, Mobutu et son armée bénéficièrent d’un appui technique déterminant de la part de la super-puissance américaine, de l’ancienne métropole belge et de la France. Ainsi, en mai 1968, les puissances occidentales aidèrent à la formation d’une brigade de parachutistes, composée de deux régiments, s’articulant eux-mêmes en trois bataillons.
Fin octobre 1971, Mobutu lança la politique du recours à l’authenticité, et le pays fut renommé « république du Zaïre ». Par conséquent l’Armée nationale du Congo (ANC) prit le nom de Forces armées zaïroises (FAZ).

## Forces armées zaïroises: 1971-1997
En juillet 1975, selon le Military Balance de l’International Institute for Strategic Studies, les Forces armées zaïroises (FAZ) sont composées de 14 bataillons d'infanterie, de sept bataillons de garde, de sept bataillons de parachutistes (hérités la brigade de parachutiste formée en 1968), ainsi que d'un régiment de véhicules blindés et un bataillon d'infanterie mécanisée.

### La guerre civile angolaise
Soutenu par le camp occidental durant la guerre froide, Mobutu engagea en 1975 ses troupes dans la guerre civile en Angola, afin de soutenir le Front national de libération de l'Angola (FNLA) contre le Mouvement populaire de libération de l’Angola (MPLA), d’obédience marxiste, soutenu par l’Union soviétique, et au pouvoir depuis le 11 novembre 1975. Menaçant de prendre Luanda, la capitale, les troupes zaïroises furent finalement défaites par le corps expéditionnaire cubain venu au secours d’Agostinho Neto.
À la suite de ce cuisant échec, la politique d’ingérence dans les affaires angolaises s’intensifia avec le soutien des Forces armées zaïroises au Front de libération de l'enclave du Cabinda (FLEC) et plus tard à l’Union nationale pour l'indépendance totale de l'Angola (UNITA).
En réaction, l’Angola ainsi que les troupes cubaines basées là, soutinrent en 1977, le Front national de libération du Congo (FNLC), et lancèrent en mars de la même année une offensive dans la riche province minière du Katanga, renommée Shaba en 1971.

### La première guerre du Shaba
La première attaque, déclenchée le 7 mars et forte de 2 000 hommes, cibla les villes minières proches de la frontière, notamment Kolwezi. L’invasion ne rencontra qu’une résistance mitigée de la part des Forces armées zaïroises (FAZ), pourtant en surnombre, équipées par les puissances occidentales et encadrées par des conseillers militaires américains, français et belges. Face à cette déroute, Mobutu fut contraint de demander l’assistance de ses alliés. La Belgique, les États-Unis et la France envoyèrent immédiatement un soutien aéroporté, l’Égypte fournit une cinquantaine de pilotes et techniciens renforçant de manière conséquente la Force aérienne zaïroise, enfin le Maroc déploya un contingent aguerri de 1 500 hommes.
Le parachutage des troupes françaises sur Kolwezi le 9 avril, et la contre-offensive des forces zaïroises et marocaines le 14 avril, entamèrent la reconquête de la province, causant la fuite de 50 000 réfugiés vers l’Angola. Fin mai, le Shaba était sous contrôle et le régime de Mobutu sauvé.
Néanmoins, la contre-performance des FAZ, incapables de garantir seules la défense du pays, mit en exergue l’affaiblissement chronique des troupes de Mobutu, caractérisées par des officiers incompétents et corrompus, des soldats sous-payés qui préférèrent déserter plutôt que combattre. Mobutu réforma donc l’organisation interne de l’armée et la chaîne de commandement. Il purgea les FAZ de 25 % de leurs effectifs, jugés déloyales et inefficaces, intégra l’état-major dans son cabinet présidentiel et cumula les fonctions de chef d’état-major, de ministre de la défense et de commandant suprême des FAZ.
Enfin, afin de garantir la sécurité dans la province du Shaba, il y assigna définitivement la division Kamanyola (en), troupe d’élite auparavant affectée à la défense de Kinshasa.
Néanmoins, si, au terme de la première guerre du Shaba, Mobutu tenta de colmater les brèches, rien dans le fond ne changea. La logique de la guerre froide poursuivit son cours et ni Mobutu, ni Agostinho Neto ne se décidèrent à arrêter l’entretien des mouvements de guérilla (FNLA, FLEC et UNITA d’une part et FNLC d’autre part). Dès lors un second conflit paraissait inévitable.

### La deuxième guerre du Shaba

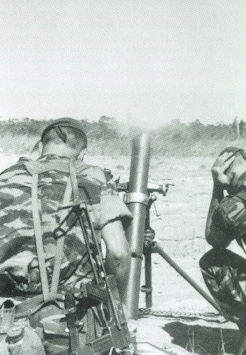
La Légion étrangère en action : tirs de mortier sur les positions ennemies

Le leader du Front national de libération du Congo (FNLC), Nathaniel Mbumba, à la tête des Tigres katangais, bien équipés, aguerris et fort de l’encadrement d’officiers cubains et est-allemands, lança une offensive le 11 mai 1978 sur la ville de Kolwezi, et prit en otage les 3 000 européens qui y résidaient. Après le ralliement d’une partie des troupes gouvernementales de Kolwezi, les FAZ furent mises en déroute et Mobutu fut contraint une fois de plus de demander assistance à ses partenaires traditionnels, à savoir les États-Unis, la France et la Belgique.
Afin de protéger ses ressortissants, le 16 mai, la France mit en alerte le 2e REP (régiment étranger de parachutistes), qui, par une attaque surprise (opération Bonite) rondement menée, se rendit entièrement maître de la ville en quelques jours, mit en fuite les rebelles katangais et fit évacuer les otages européens. Par la suite, les parachutistes belges et les troupes d'une force africaine à dominante marocaine aidèrent la Légion étrangère et les FAZ à sécuriser la région.
Enfin, les États-Unis supervisèrent les négociations entre les gouvernements angolais et zaïrois en vue d'un accord de paix et de l'arrêt du support aux rébellions respectives en les deux pays. Le Zaïre interrompit momentanément son aide aux FLEC, FNLA, et UNITA et l'Angola retira son soutien aux séparatistes du Shaba.

### Guerres de Moba
En 1984 et 1985, les FAZ répriment l'insurrection du parti de la révolution du peuple de Laurent-Désiré Kabila lors des guerres de Moba, sur les bords du lac Tanganyika.

### Les troubles du début des années 1990

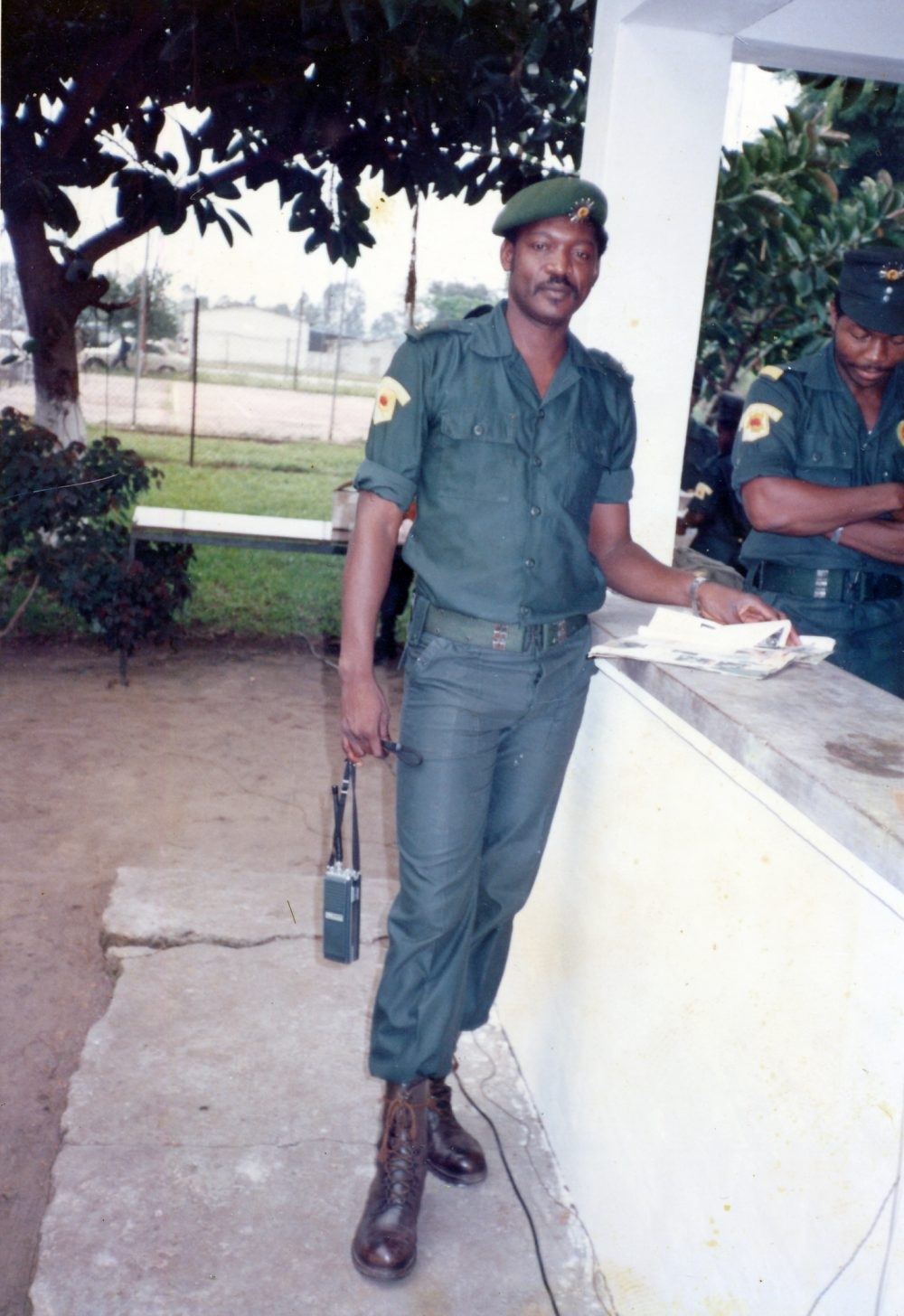
Le général Lango Topkwi, commandant la garde civile, en 1985.

Le cruel manque de discipline au sein des forces congolaises se manifesta de nouveau en 1990. En effet, avec le délitement du bloc de l’Est et la fin de la Guerre Froide, le soutien inconditionnel des occidentaux au Zaïre de Mobutu cessa. Ce dernier, conforté par les relations personnelles qu’il entretenait avec certains dirigeants occidentaux, continuait de croire en son impunité et laissa délibérément la condition des militaires se dégrader afin qu’il ne soit pas menacé dans sa maîtrise du pouvoir. Mais, en septembre 1991, lors des violentes émeutes de Kinshasa, certaines garnisons de la capitale, mécontentes des bas salaires et des accumulations de retard de paie, finirent par prendre fait et cause pour les émeutiers.
Et les troubles ne furent arrêtés que par la sanglante répression de la Division Spéciale Présidentielle (DSP), et par l’intervention des forces françaises (« opération Baumier ») et belges (« opération Blue Beam ») .
En 1994, à la veille du génocide du Rwanda, et des conséquences pour la région des Grands Lacs, la situation des FAZ est dramatique. En effet, hormis certaines unités privilégiées telles que la DSP ou la 31e brigade aéroportée, la majorité des autres formations étaient, depuis une décennie, faiblement entraînées, mal équipées, et si mal payées qu’elles avaient régulièrement recours au racket des populations locales. De même, la politisation, ainsi que l’ethnicisation progressive des troupes achevèrent de discréditer aux yeux de la population et des observateurs internationaux une armée déjà largement désavouée. Enfin, bien entendu, les FAZ n’avaient pas échappé, elles non plus, à la détérioration généralisée des infrastructures zaïroises, victimes du régime clientéliste et kleptomane de Mobutu.

### La première guerre du Congo
En 1994, à la suite du génocide des Tutsi au Rwanda, la province du Kivu, dans l'est du Zaïre, voit l’arrivée d’immenses flots de réfugiés majoritairement  Hutus, qui fuient le Rwanda par peur de représailles du Front patriotique rwandais (FPR), qui vient de renverser le gouvernement génocidaire et prendre le contrôle de Kigali. Parmi les réfugiés se trouve aussi les principaux acteurs du génocide : les milices interahamwe, les anciennes forces armées du rwandaises (ex-FAR) et le gouvernement génocidaire, désireux de reconquérir le pouvoir au Rwanda,.
Les réfugiés sont accueillies dans des structures humanitaires, mises en place non loin de la frontière orientale entre le Zaïre et le Rwanda, mais  ces camps servent aussi de bases arrière aux extrémistes hutus pour planifier la reconquête du Rwanda. Paul Kagamé, leader du FPR, et nouvel homme fort de Kigali, considérant le Rwanda menacé par un retour des milices génocidaires, et face à l'incapacité du gouvernement zaïrois et de la communauté internationale à régler la question de leur présence dans les camps, entreprend d’armer les Banyamulenge, des Tutsis congolais émigrés au Kivu avant 1885, et vus comme des alliés naturels du FPR.
À la mi-octobre 1996, les camps humanitaires aux abords de Bukavu subissent les attaques de Banyamulenge, dirigé par Laurent-Désiré Kabila, un vétéran de la rébellion Simba de Pierre Mulele. L'hôpital de Lemera (en) est ainsi attaqué par des Banyamulenge et des soldats de l'Armée patriotique rwandaise (APR), le 6 octobre 1996.
Partant de la frontière orientale, la rébellion, qui a pris le nom de l’Alliance des forces démocratiques pour la libération du Congo (AFDL), équipée et soutenue par le Rwanda, l’Ouganda et l’Angola détruit les camps, et massacre indistinctement des milliers de Hutus,,, avant de faire marche vers l’ouest, prenant les villes de Goma, Bukavu et Kisangani, cette dernière est conquise par les troupes de l'AFDL le 15 mars 1997. La rébellion progresse en direction du sud vers les régions minières du Katanga, dont la capitale Lubumbashi est « libérée » le 9 avril 1997 et du Kasaï. Les armées rebelles, structurées autour de Laurent-Désiré Kabila et de l'AFDL, ne rencontrant pas de véritable opposition, occupent des régions abandonnées par les Forces armées zaïroises (FAZ). Celles-ci, à l’exception de quelques unités d’élite, ne recevant plus de solde depuis des mois, battirent en retraite, se rendirent sans combattre ou intégrèrent même les forces rebelles.
Privé des régions fortes du Zaïre et abandonné par ses protecteurs occidentaux, le maréchal Mobutu fut incapable de faire face à la situation et ne réussit pas à imposer de cessez-le-feu à son adversaire.
Aussi, malgré l’élaboration d’un plan de paix de l’Organisation de l’unité africaine (OUA) reposant sur la cessation des hostilités et sur l’ouverture d’un dialogue politique, les combats se poursuivirent. Sur le terrain, les forces de l’AFDL continuaient leur progression en direction de Kinshasa. De même, en dépit des pressions internationales, la rencontre, le 4 mai 1997, entre Mobutu et Laurent-Désiré Kabila, à bord d’un navire sud-africain, n'aboutit pas.
Les dernières résistances d'unités d'élite mobutistes sont brisées le 12 mai 1997 lors de la bataille de Kenge. Le 17 mai 1997, les "Kadogo" de l’AFDL entrèrent dans Kinshasa avec l'appui de l'armée rwandaise, acclamée par une population kinoise excédée par trente ans de dictature et lassée du régime mobutiste.
Rejetant les symboles du régime honni, le nouveau pouvoir entreprit alors de gommer une partie des dénominations née de la zaïrianisation : le pays redevint ainsi la république démocratique du Congo, dont Kabila s’autoproclama président, le fleuve fut rebaptisé Congo, le franc congolais se substitua à l’ancien Zaïre, il en fut de même pour l'hymne national, la devise, ainsi que les forces armées qui prirent le nom de Forces armées congolaises (FAC).

## Forces armées congolaises: 1997-2003

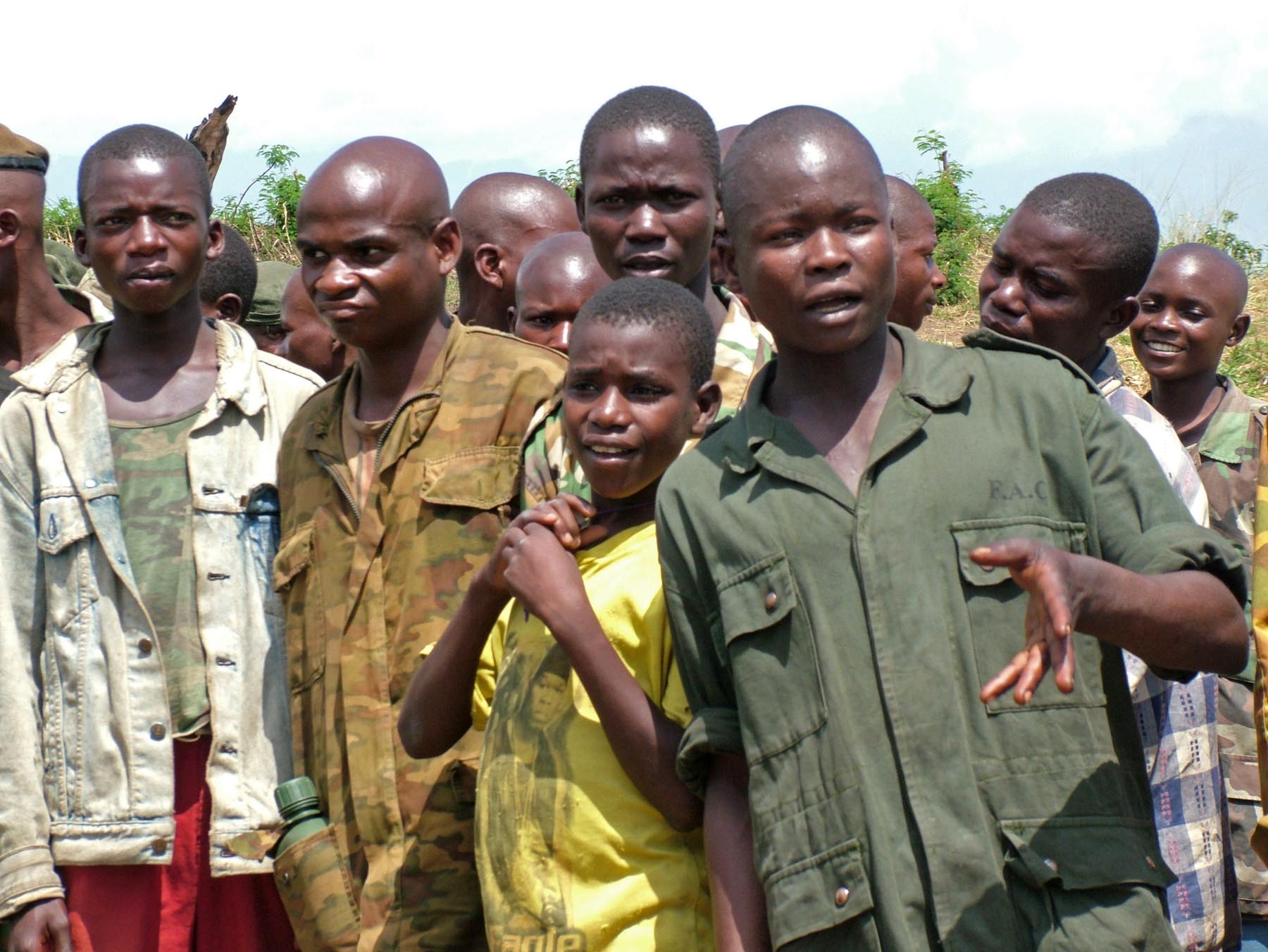
Des enfants-soldats pendant la deuxième guerre du Congo. Celui à droite au premier plan porte un uniforme des forces armées congolaises.

### La deuxième guerre du Congo
Le 2 août 1998, quatorze mois après la fin de la première guerre du Congo, des soldats Tutsi déclenchent un rébellion dans les villes de Goma dans le Nord-Kivu, et Bukavu dans le Sud-Kivu,,, dans le but de renverser le président Laurent Désiré Kabila. Composé principalement de Banyamulenge, des Tutsis congolais soutenus par le Rwanda et l'Ouganda, dont les troupes militaires ont été congédiés du pays par Laurent Kabila le 27 juillet 1998, cette rébellion endosse rapidement le nom de rassemblement congolais pour la démocratie (RCD). Cette attaque marque le début de la deuxième guerre du Congo, qui causera la mort de millions de personnes, notamment en Ituri et dans les provinces du Kivu, et va voir s'opposer entre eux les anciens alliés qui avaient détrôné Mobutu Sese Seko lors de la première guerre du Congo, au total neuf pays africains y prendront part, l'Angola, Le Zimbabwe, la Namibie, le Tchad la Libye et le Soudan au côté de la RDC, opposés au Rwanda, à l'Ouganda et au Burundi.

Lignes de front en juin 2003 durant la deuxième guerre du Congo (1998-2003)

Dans les semaines qui suivent le RCD parvient à prendre le contrôle des principales villes du Nord et Sud Kivu, la province orientale, et le Nord-Kantaga, alors qu'en parallèle, dans le but de prendre le contrôle de Kinshasa, une offensive est lancée dans le Bas-Congo par les forces rwandaise et ougandaise, avec le RCD, et d'anciens soldats des forces armées zaïroises (FAZ) et e la division spéciale présidentielle (DSP). L'entrée dans le conflit de l'Angola et du Zimbabwe en soutien à Laurent Kabila, évite la chute de Kinshasa et force la rébellion à abandonner ses positions dans l'ouest du pays. Elle se replie dans l'est où elle continue à étendre sa domination sur la région.
Au cours des mois suivants, le pays se retrouve partagé en deux zones, une moitié du pays dirigée par Laurent Désiré Kabila et les forces armées de ses alliés, tandis que l’autre partie est contrôlée par le RCD et les armées du Rwanda, de l'Ouganda et du Burundi.  

## Dans la culture

### Au cinéma
Divers films ont illustré l'histoire militaire de la RDC, soit comme évocation, soit sous forme de documentaire, soit comme fiction s'inspirant de faits réels.
Par ordre chronologique des événements relatés.
- Tarzan (2016) de David Yates. Film de fiction se déroulant à l'époque de l'État indépendant du Congo. Plusieurs personnages historiques ont inspiré des protagonistes du film :  Léon Rom, agent de la Force publique y est le principal adversaire de Tarzan, alors que le pasteur George Washington Williams en est un des alliés. Le rôle du second de Rom, Capitaine Kerchover, est vraisemblablement inspiré du capitaine Guillaume Van Kerckhoven.
- L'Odyssée de l'African Queen (1951) de John Huston. Les faits évoqués dans cette fiction se déroulent dans l'est du Congo belge et sur le Lac Tanganyika en 1914. Ils sont inspirés de la bataille du lac Tanganyika et des exploits de Geoffrey Spicer-Simson.
- Lumumba (2000) de Raoul Peck, biographie de Patrice Lumumba, de sa jeunesse jusqu'à sa mort en 1961.
- Mobutu roi du Zaïre (1999) de Thierry Michel, documentaire biographique relatif à Joseph Mobutu.
- Jadotville (2016) de Richie Smyth, évoquant le siège de Jadotville en 1961.
- Mister Bob (2011) de Thomas Vincent, biographie de Bob Denard en RDC dans les années 1960.
- Le dernier train du Katanga (1968) de Jack Cardiff, fiction inspirée par les événements de la rébellion Simba et de l'Opération Dragon rouge (et la colonne Ommegang) mêlés à ceux de la sécession du Katanga.
- Les Sept Bérets rouges (Sette baschi rossi) (1969) de Mario Siciliano, fiction inspirée par les événements de la rébellion Simba et de l'Opération Dragon rouge (et la colonne Ommegang).
- La légion saute sur Kolwezi (1980) de Raoul Coutard , évoquant le sauvetage de Kolwezi (Shaba II).
- Congo River (2006), de Thierry Michel, documentaire illustrant notamment la guerilla Maï-Maï au Kivu.
- The Mercy of the Jungle (2018) de Joël Karekezi, dont l'action se déroule au Kivu dans le contexte de la Deuxième guerre du Congo en 1998.

À noter également les films Hotel Rwanda (2004) de Terry George, Tuez-les tous ! (2004) de  Raphaël Glucksmann, David Hazan et Pierre Mezerette, Shooting Dogs (2005) de Michael Caton-Jones, et Un dimanche à Kigali (2006) de Robert Favreau, traitant du génocide rwandais en 1994, détonateur de la Première Guerre du Congo en 1997.